# Гвинес
Гвинес (шп. Güines) је град на Куби у покрајини Mayabeque. Према процени из 2011. у граду је живело 53.261 становника.

## Становништво
Према процени, у граду је 2011. живело 53.261 становника.
| 1991.  | 2011.  |
| ------ | ------ |
| 59.126 | 53.261 |